# Ulex gallii
Ulex gallii là một loài thực vật có hoa trong họ Đậu. Loài này được Planch. miêu tả khoa học đầu tiên.

## Hình ảnh

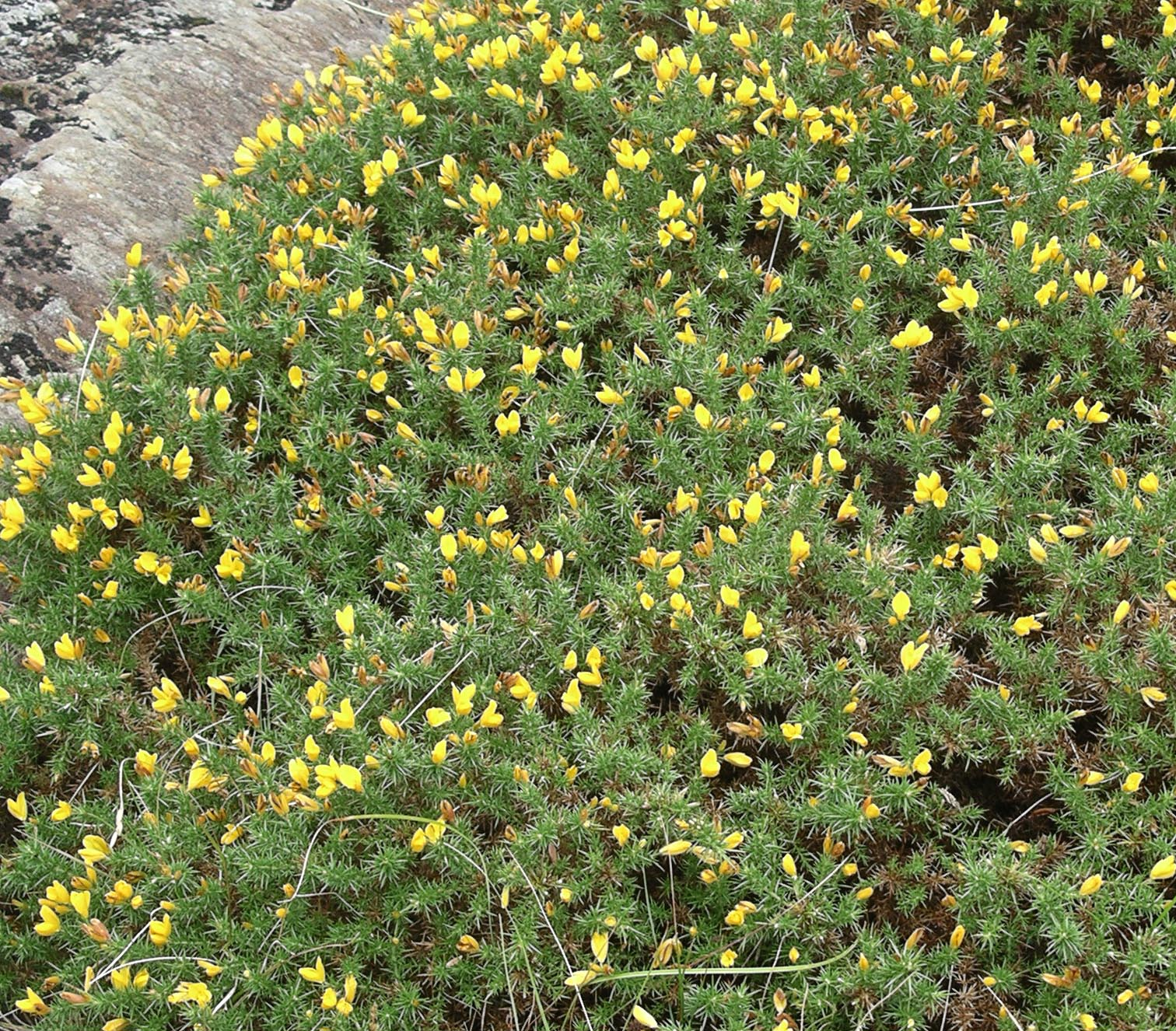
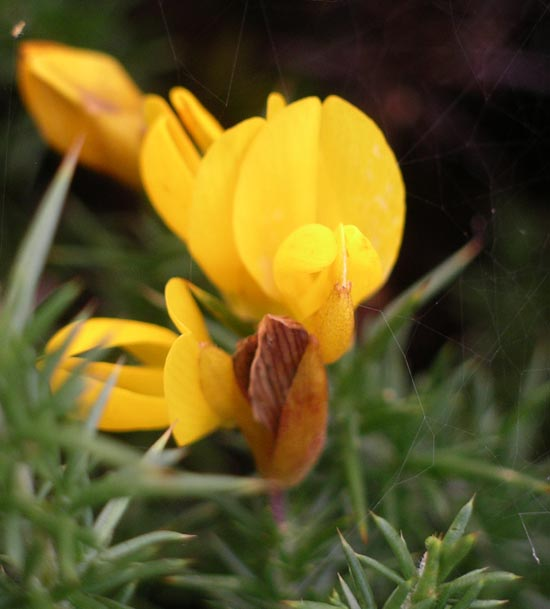
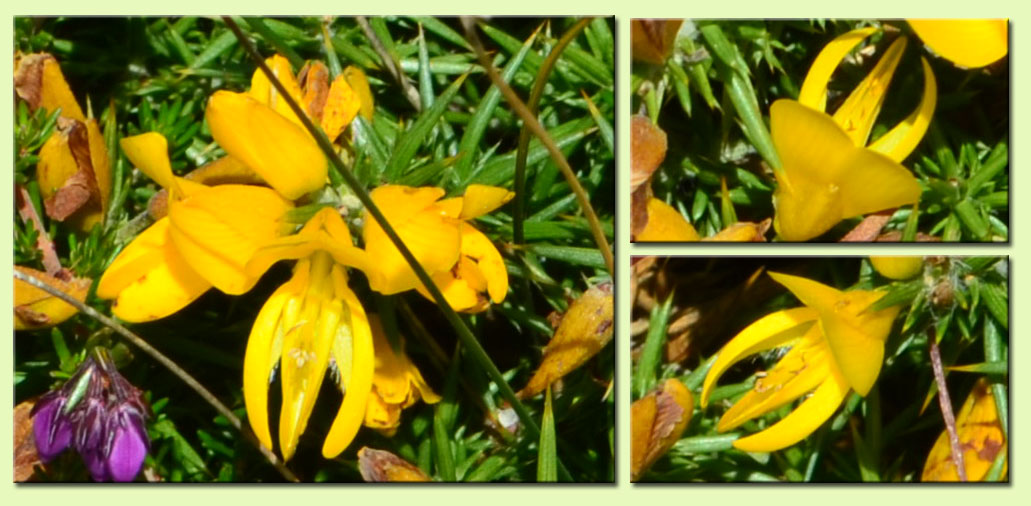
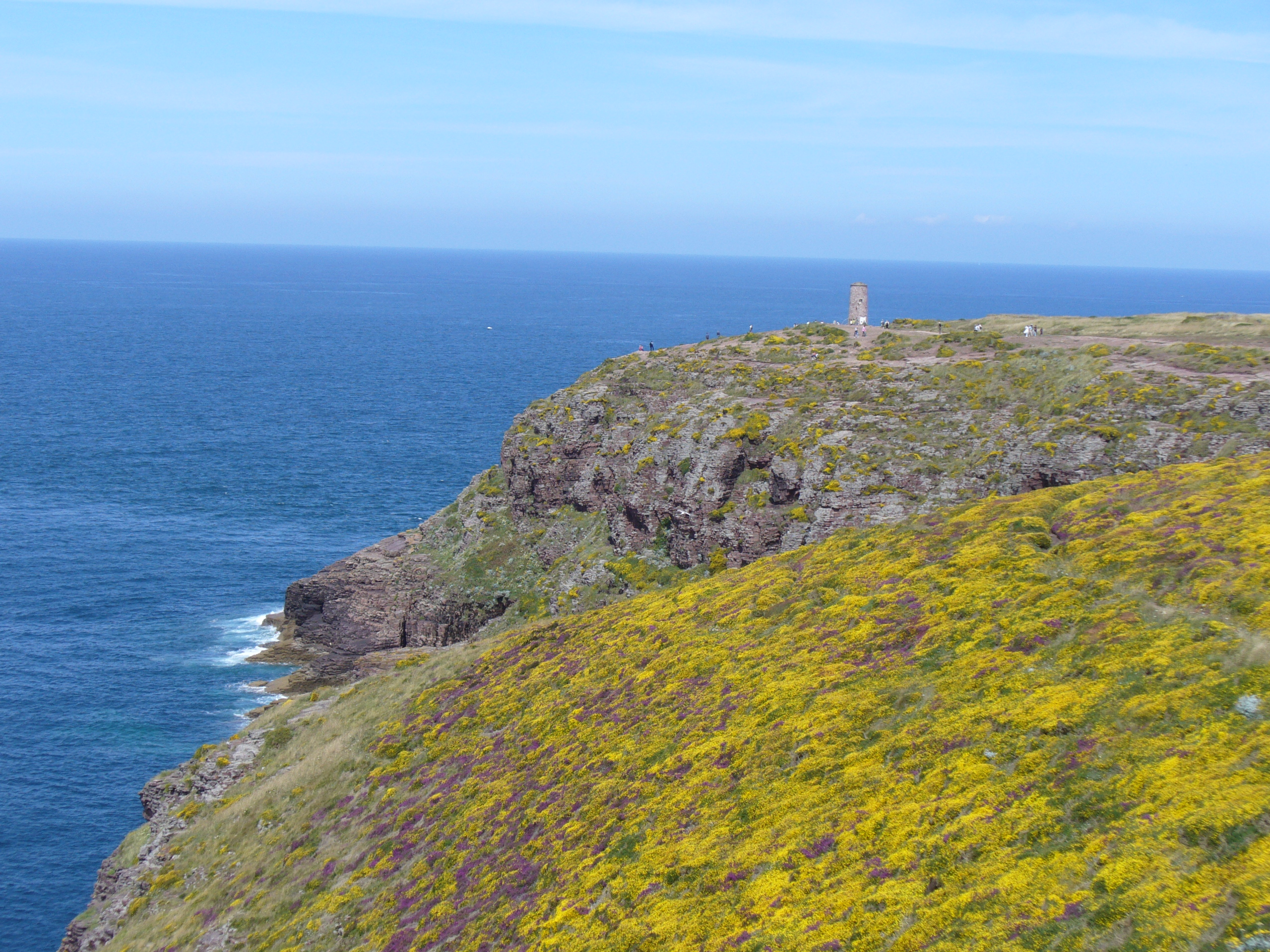